# 스타워즈 에피소드 1: 보이지 않는 위험
《스타 워즈 에피소드 1: 보이지 않는 위험》(영어: Star Wars Episode I: The Phantom Menace)은 1999년 미국에서 제작된 공상 과학 판타지 서사 영화이다. 조지 루커스가 감독, 각본, 기획 제작을 맡았다. 1983년에 클래식 3부작이 마무리 된지 16년 만에 나온 속편이지만, 《스타 워즈 에피소드 4: 새로운 희망》보다 32년 전을 배경으로 하고 있어 《스타 워즈》 세계관에 따른 연대기적 배열로는 첫 번째 에피소드에 해당한다.

## 줄거리
은하계 외곽을 연결하는 무역항로 문제로 은하 공화국이 분쟁에 휩싸인다.
무역 항로를 독점하려는 무역 연합 무리들이 전함을 동원, 나부 행성의 무역을 동결해 버린 것이다.
의회에서 이 문제가 논의되는 동안 의장은 비밀리에 제다이 기사 둘을 급파한다.
분쟁을 해결, 은하계의 정의외 평화를 되찾기 위해...— 《에피소드 1: 보이지 않는 위협》 본편 오프닝 크로울. 2001년 DVD 버전 참고.

'자신의 상권을 확장해 나가고 있는 군산 복합체인 무역 연합에게 나부 행성에서 세금을 부과하자, 무역 연합은 행성을 전함으로 봉쇄한다. 공화국 의회 의장 발로럼은 이 분쟁을 조속히 해결하기 위해 제다이 원로회와 의논한 후 두 명의 제다이 기사를 특사로 급파한다. 하지만, 무역 연합의 배후에 있는 다스 시디어스는 이 두 명의 제다이를 죽이고 나부 행성을 침략하라는 명령을 내린다.
두 명의 제다이 기사, 콰이곤 진과 오비완 케노비는 무역 연합과의 협상이 실패하자 나부 행성으로 내려가 무역 연합측에 억류된 나부의 여왕 파드메 아미달라를 구출하는데 성공하지만, 봉쇄 탈출 과정에서 우주선이 고장나 버리고 만다. 결국 우주선을 수리하기 위하여 사막 행성 타투인에 잠시 정박하게 되고, 그곳에서 영리한 노예 소년 아나킨 스카이워커와의 운명적인 만남을 갖게 된다. 콰이곤 진은 혈액 검사를 통하여 지금까지의 누구도 가져본 적 없는 강력한 포스가 소년에게 잠재되어 있음을 알게 되고, 포스의 균형을 맞출 '선택된 자' 가 될것이라 확신한다.
우여 곡절 끝에 도착한 공화국 수도 코루스칸트의 공화국 의회에서 나부의 침공을 알리고 도움을 청하고자 했던 아미달라 여왕은, 무역 연합의 방해와 부패한 의원들 때문에 제때 사건이 해결되기를 기대하기란 어렵다는 것을 깨닫고, 나부로 돌아가 직접 싸우기로 결심하고는 나부의 행성에서 함께 살고 있는 건간족에게 도움을 요청하게 된다. 건간족의 도움으로 나부의 평화를 지키기 위한 전투가 평원과 우주, 그리고 시드 궁전에서 벌어지고, 제다이들은 전투 도중 모습을 드러낸 시스의 흑전사 다스 몰과의 운명적인 결투를 준비한다.
아나킨이 비행선을 잘못 작동시켜 실수로 전투에 참가하게 되는데, 뜻하지 않은 활약으로 무역 연합의 전함을 격침시킨다.'

## 출연진
| 배우            | 등장 배역         | 배역 설명                                  |
| --------------- | ----------------- | ------------------------------------------ |
| 리엄 니슨       | 콰이곤 진         | 제다이 마스터, 오비완의 스승               |
| 이완 맥그리거   | 오비완 케노비     | 제다이 기사                                |
| 내털리 포트먼   | 파드메 아미달라   | 나부 행성의 여왕                           |
| 제이크 로이드   | 아나킨 스카이워커 | 타투인 행성에 살던 노예 소년               |
| 프랭크 오즈     | 요다              | 제다이 그랜드 마스터, 제다이 원로회 위원   |
| 새뮤얼 L. 잭슨  | 메이스 윈두       | 제다이 마스터, 제다이 원로회 의장          |
| 이언 맥더미드   | 팰퍼틴            | 공화국 의회 의원                           |
| 이언 맥더미드   | 다스 시디어스     | 시스 로드                                  |
| 케니 베이커     | R2-D2             | 나부 비행단 소속 아스트로맥 드로이드       |
| 앤서니 대니얼스 | C-3PO             | 아나킨 스카이워커가 만든 프로토콜 드로이드 |
| 레이 파크       | 다스 몰           | 시스, 다스 시디어스의 제자                 |

## 한국어 더빙 성우진

### MBC (2002년 9월 22일)
- 양지운 - 콰이곤(리엄 니슨)
- 안지환 - 오비완(이완 맥그리거)
- 이미자 - 파드메 / 아미달라(내털리 포트먼)
- 박선영 - 아나킨(제이크 로이드)
- 황일청 - 시디우스 & 팔파틴(이언 맥더미드)
- 최성우 - 아나킨의 어머니(퍼닐라 오거스트)
- 이도련 - 도핀 / 발로럼 의장(테런스 스탬프)
- 이인성 - 자자 빙크스(아메드 베스트)
- 황윤걸 - 나스 대왕(브라이언 블레스드)
- 김태훈 - 요다(프랭크 오즈)
- 이종오 - 누트 총독(실라스 카슨)
- 권혁수 - 비블(올리버 포드 데이비스) / 키아디(실라스 카슨)
- 김기철
- 변종필
- 김호성
- 표영재
- 최한
- 이상훈
- 김지영
- 김서영
- 방성준

### KBS (2007년 2월 17일)
- 장광 - 콰이곤 진(리엄 니슨)
- 양석정 - 오비완 케노비(이완 맥그리거)
- 정미숙 - 아미달라 여왕(내털리 포트먼) / 사베(키이라 나이틀리)
- 은영선 - 아나킨(제이크 로이드)
- 이완호 - 펠퍼틴 의장/다스 시디어스(이언 맥더미드)
- 김승태 - 자자 빙크스(아메드 베스트)
- 노민 - 요다(프랭크 오즈) / 누트 건레이(실라스 카슨)
- 김준 - 윈두(새뮤얼 L. 잭슨) / 다스 몰(레이 파크) / 와토(앤드루 세콤비)
- 한상덕 - 보스나스(브라이언 블레스트) / 하코(제롬 블레이크) / 해설
- 김정호 - 타팔스(스티븐 스파이어스) / 도파인 함장(앨런 러스코) / 조종사(랠프 브라운)
- 임은정 - 슈미(페닐라 오거스트)
- 김규식 - 비블(올리버 포드 데이비스) / 의장(테런스 스탬프)
- 윤세웅 - 쓰리피오(앤서니 대니얼스)
- 홍진욱 - 파나카(휴 콰시)

## 평가

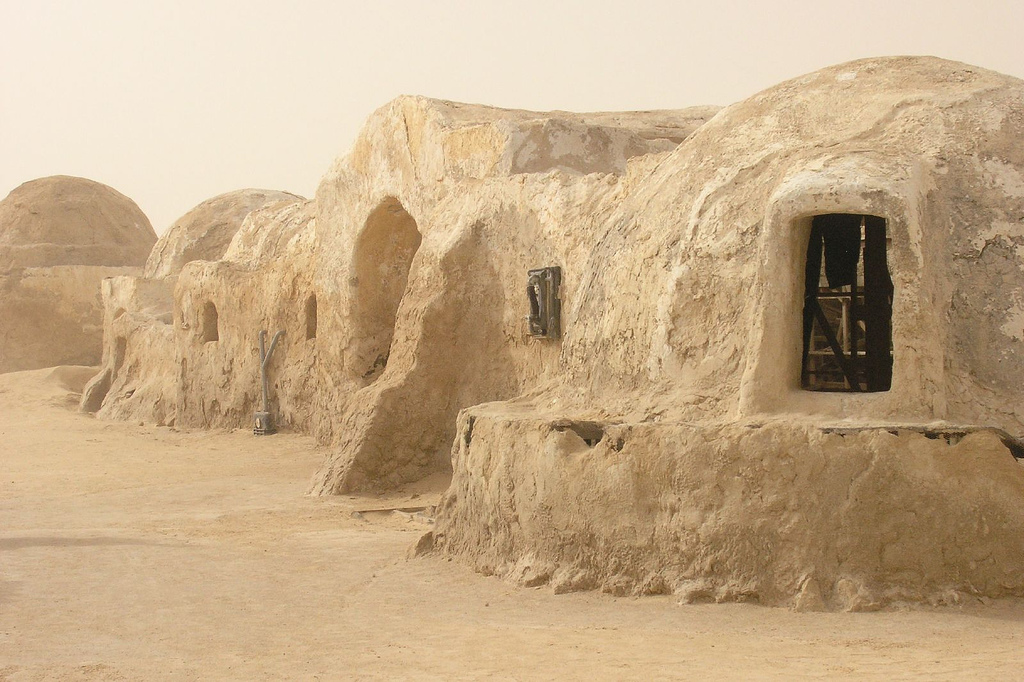
타투인 행성 촬영지.

### 최고의 영화 선정 리스트
| 연도 | 주최국 | 주관         | 선정 내용                   | 순위  | 주석  |
| ---- | ------ | ------------ | --------------------------- | ----- | ----- |
| 2008 | 영국   | 《엠파이어》 | 역대 가장 위대한 영화 500선 | 449위 | [ 1 ] |

## 홈 비디오 출시 및 재개봉
| 메체    | 출시일     | 출시일      | 비고                                                         |
| 메체    | 대한민국   | 미국        | 비고                                                         |
| ------- | ---------- | ----------- | ------------------------------------------------------------ |
| VHS     | 2000.      | 2000.4.4.   |                                                              |
| DVD     | 2001.11.7. | 2001.10.16. | 극장판에는 없던 '코루스칸트 에어택시' 시퀸스를 추가함        |
| Blu-ray | 2011.9.16. | 2011.9.16.  | 퍼펫 요다를 디지털로 교체, 그래픽 오류 수정, 해상도 업스케일 |
| 재개봉  | 2012.2.9.  | 2012.2.10.  | 3D 컨버전, 블루레이 디스크와 판본 동일                       |

## 같이 보기
- 스타 워즈 배역 목록
- 스타 워즈 캐릭터
- 제다이
- 시스
- 포스
- 광검
- 타투인